# Golshifteh Farahani
Rahavard Farahani, més coneguda pel seu nom artístic Golshifteh Farahani (persa: گلشیفته فراهانی) (Teheran, 10 de juliol de 1983), és una actriu, músic i cantant iraniana. Golshifteh ha actuat en més de 25 pel·lícules iranianes, europees i americanes, i ha rebut diversos premis internacionals per les seves actuacions. Va ser la primera actriu iraniana a actuar en una pel·lícula de Hollywood des de la Revolució islàmica de 1979. Viu exiliada a França per tal de poder desenvolupar la seva carrera professional. Musicalment, formava part de la banda de rock iranià Koochneshin (en persa کوچنشین), i, un cop es va haver instal·lat a França, ha establert col·laboracions puntuals amb el cèlebre músic iranià Mohsen Namjoo.

## Biografia

### Inicis
Golshifteh Farahani és filla de Behzad Farahani, director i actor de teatre i Fahimeh Rahim Nia. La seva germana és l'actriu Shaghayegh Farahani. Als 6 anys va començar a fer teatre i als 14 anys, gràcies a la seva aparició al film "The Pear Tree" (en persa, درخت گلابی), va guanyar el premi a millor actriu en secció internacional del Fajr film festival. A partir d'aquí, ràpidament esdevingué una estrella del cinema iranià. L'any 2000 va participar en la pel·lícula "Haft Parde" (en persa,هفت پرده), del director Farzad Motamen, que va ser prohibida a l'Iran. El 2002 va participar en el film "Zamaneh" (زمانه) dirigida per Hamid Reza Salahmand, i el 2003 a la pel·lícula "Jaye Digar" (جایی دیگر), dirigida per Mehdi Karampour. La seva següent pel·lícula, "Do fereshte" (دو فرشته), dirigida per Mohammad Haghighat, va ser seleccionada per la setmana de la crítica al festival de Cannes 2003. Aquell mateix any va gravar "Boutique" (بوتیک), dirigida per Hamid Nematollah, que li va valdre els premis de millor actriu al Nantes Three Continents Festival i també al House of Cinema Festival de Tehran.

## Filmografia
| Any  | Títol                                                                   | Paper                 | Notes                                                                                                 |
| ---- | ----------------------------------------------------------------------- | --------------------- | --- |
| 1997 | Derakht e Golabie                                                       | Mim (Mitra)           | Premi Simorgh per Millor Actriu al Fajr Film Festival                                                 |
| 2000 | Haft Parde (Seven Acts)                                                 | The Angel             | Prohibit a l'Iran                                                                                     |
| 2001 | Zamaneh (Times)                                                         | Zamaneh               | |
| 2002 | Jayee Digar (Somewhere Else)                                            | Raha                  | |
| 2003 | Deux fereshté (Two Angels)                                              | Azar                  | Prohibit a l'Iran Triada per a la Semaine de la Critique al Cannes Film Festival                      |
| 2003 | Boutique                                                                | Eti                   | Millor Actriu al Nantes Three Continents Festival Millor Actriu al House of Cinema Festival (Teheran) |
| 2004 | Ashk-e Sarma (The Tear of the Cold)                                     | Ronak                 | Millor Actriu al Kazan International Film Festival Millor Actriu al House of Cinema Festival (Tehran) |
| 2004 | Bab'Aziz: Le prince qui contemplait son âme                             | Noor                  | Prohibit a l'Iran                                                                                     |
| 2005 | The Fish Fall in Love                                                   | Touka                 | Triada al Rotterdam Film Festival                                                                     |
| 2005 | Be Nam-e Pedar (In the Name of the Father)                              | Habibeh               | |
| 2006 | Gis Borideh                                                             | Maryam                | |
| 2006 | Niwemang (Half Moon)                                                    | Niwemang              | Prohibida a l'Iran Triada al Toronto Film Festival i al Tribeca Film Festival                         |
| 2007 | Mim Mesle Madar (M for Mother)                                          | Sepideh               | Millor Actriu al Kazan Film Festival                                                                  |
| 2007 | To Each His Cinema                                                      | D'ella mateixa        | Curtmetratge Prohibit a l'Iran Mostrat al Cannes Film Festival                                        |
| 2007 | Santouri (The Music Man)                                                | Hanieh                | Prohibit a l'Iran                                                                                     |
| 2008 | Shirin                                                                  | D'ella mateixa        | Mostrada al Venice Film Festival                                                                      |
| 2008 | Hamisheh Paye Yek Zan Dar Miyan Ast (There's Always a Woman in Between) | Maryam                | |
| 2008 | Divar (The Wall)                                                        | Setareh               | Triada al Tokyo Film Festival i al Taormina Film Festival                                             |
| 2008 | Xarxa de mentides (Body of Lies)                                        | Aisha                 | |
| 2009 | About Elly (Darbareye Elly)                                             | Sepideh               | |
| 2010 | Si Tu Meurs, Je Te Tue (I'll Kill You If You Die)                       | Siba                  | |
| 2011 | There Be Dragons                                                        | Leila                 | |
| 2011 | Chicken With Plums (Poulet Aux Prunes)                                  | Iran                  | |
| 2012 | Just Like a Woman                                                       | Mona                  | |
| 2012 | The Patience Stone                                                      | La Dona               | |
| 2013 | My Sweet Pepperland                                                     | Govend                | |
| 2014 | Eden                                                                    | Yasmin                | |
| 2014 | Exodus: Gods and Kings                                                  | Nefertari             | |
| 2014 | Rosewater                                                               | Maryam Bahari         | |
| 2015 | Les Deux Amis                                                           | Mona                  | |
| 2015 | Go Home                                                                 | Nada                  | |
| 2015 | Ports of Calls                                                          | Clara                 | |
| 2016 | Altamira                                                                | Conchita              | |
| 2016 | Paterson                                                                | Laura                 | |
| 2016 | Sophie's Misfortunes                                                    | Madame de Réan        | |
| 2017 | Pirates of the Caribbean: Dead Men Tell No Tales                        | Shansa                | |
| 2017 | The Song of Scorpions                                                   | Nooran                | |
| 2017 | Shelter                                                                 | Mona/Lina Haddad      | |
| 2017 | The Upside                                                              | Maggie                | |
| 2017 | Santa & Cie                                                             | Amélie                | |
| 2018 | Les filles du soleil                                                    | Bahar                 | |
| 2018 | The Night Eats the World                                                | Sarah                 | |
| 2018 | Red Snake                                                               | Rebel                 | |
| 2019 | Gen:Lock                                                                | Yasamin "Yaz" Madrani | Sèrie web Veu només                                                                                   |
| 2019 | Arab Blues                                                              |                       | |